# Восточный луговой трупиал
Восточный луговой трупиал (лат. Sturnella magna) — вид птиц рода луговые трупиалы семейства трупиаловых. Встречается от северо-восточной Бразилии до юго-востока Канады. Выделяют 14 подвидов.

## Подвиды
Выделяют 14 подвидов:
- S. m. magna (Linnaeus, 1758)
- S. m. argutula Bangs, 1899
- S. m. hoopesi Stone, 1897
- S. m. saundersi Dickerman & Phillips, 1970
- S. m. alticola Nelson, 1900
- S. m. mexicana Sclater, 1861
- S. m. griscomi Van Tyne & Trautman, 1941
- S. m. inexspectata Ridgway, 1888
- S. m. subulata Griscom, 1934
- S. m. meridionalis Sclater, 1861
- S. m. paralios Bangs, 1901
- S. m. praticola Chubb, 1921
- S. m. monticola Chubb, 1921
- S. m. hippocrepis (Wagler, 1832)

## Описание
Представители данного вида имеют на груди букву «V» чёрного цвета. Очень схож с западным луговым трупиалом.

### Размер
Взрослый восточный луговой трупиал имеет размеры от 19 до 28 см в длину. Масса тела колеблется от 76 до 150 г.

## Рацион
Около трёх четвертей рациона восточного лугового трупиала приходится на продукты животного происхождения, такие как жуки, кузнечики и сверчки. Они также едят зерно и семена.

## Размножение
Местом их размножения являются луга и прерии, а также пастбища.

### Гнездо
Гнёзда восточного лугового трупиала сделаны из высушенной травы и стеблей растений.

## Распространение

### В Сальвадоре
В 1993 году этот вид был впервые зарегистрирован в Сальвадоре, а обнаружение гнездящейся пары в 2004 году подтвердило, что этот вид является там постоянным жителем.